# Arquidiócesis de Taipéi
La arquidiócesis de Taipéi (en latín: Archidioecesis Taipehen(sis) y en chino: 天主教台北總教區) es una circunscripción eclesiástica latina de la Iglesia católica en Taiwán, sede metropolitana de la provincia eclesiástica de Taipéi. La arquidiócesis tiene al arzobispo Thomas An-Zu Chung como su ordinario desde el 23 de mayo de 2020. 

## Territorio y organización
La arquidiócesis tiene 4601 km² y extiende su jurisdicción sobre los fieles católicos de rito latino residentes en los municipios especiales de Taipéi y de Nueva Taipéi, la ciudad de Keelung y el condado de Yilan.
La sede de la arquidiócesis se encuentra en la ciudad de Taipéi, en donde se halla la Catedral de la Inmaculada Concepción.
En 2020 en la arquidiócesis existían 93 parroquias agrupadas en 10 decanatos.
La arquidiócesis tiene como sufragáneas a las diócesis de: Hsinchu, Hualien, Kaohsiung, Chiayi, Taichung y Tainan.

## Historia
La prefectura apostólica de Taipéi fue erigida el 30 de diciembre de 1949 con la bula Quo in Insula del papa Pío XII, obteniendo el territorio del vicariato apostólico de la isla de Formosa (hoy diócesis de Kaohsiung).
El 7 de agosto de 1952 cedió una parte de su territorio para la erección de la prefectura apostólica de Hwalien (hoy diócesis de Hwalien) mediante la bula Ad Christi regnum del papa Pío XII, y el mismo día con la bula Gravia illa Christi la prefectura apostólica fue elevada al rango de arquidiócesis metropolitana.
El 21 de marzo de 1961 cedió una parte de su territorio para la erección de la diócesis de Hsinchu mediante la bula In Taipehensi del papa Juan XXIII.
Desde el 14 de septiembre de 1981 el arzobispo de Taipéi es también administrador apostólico de las islas Kinmen o Quemoy y Matsu, que tras el ascenso del régimen comunista en China continental pasaron a formar parte de Taiwán, aunque eclesiásticamente permanecen formalmente como parte de la diócesis de Xiamen.

## Estadísticas
De acuerdo al Anuario Pontificio 2021 la arquidiócesis tenía a fines de 2020 un total de 43 353 fieles bautizados.
| Año                                                                             | Población            | Población | Población      | Sacerdotes | Sacerdotes    | Sacerdotes    | Bautizados por sacerdote | Diáconos permanentes | Religiosos | Religiosos | Parroquias |
| Año                                                                             | Bautizados católicos | Total     | % de católicos | Total      | Clero secular | Clero regular | Bautizados por sacerdote | Diáconos permanentes | Varones    | Mujeres    | Parroquias |
| ------------------------------------------------------------------------------- | -------------------- | --------- | -------------- | ---------- | ------------- | ------------- | ------------------------ | -------------------- | ---------- | ---------- | ---------- |
| 1950                                                                            | 2315                 | 2 653 457 | 0.1            | 14         | 7             | 7             | 165                      |                      | 6          | 33         |            |
| 1970                                                                            | 50 412               | 3 383 845 | 1.5            | 292        | 80            | 212           | 172                      |                      | 249        | 337        | 130        |
| 1980                                                                            | 50 105               | 3 873 000 | 1.3            | 278        | 73            | 205           | 180                      |                      | 258        | 429        | 123        |
| 1990                                                                            | 74 348               | 6 274 348 | 1.2            | 271        | 79            | 192           | 274                      |                      | 267        | 410        | 123        |
| 1999                                                                            | 81 547               | 6 960 599 | 1.2            | 262        | 63            | 199           | 311                      |                      | 335        | 396        | 97         |
| 2000                                                                            | 82 014               | 7 002 434 | 1.2            | 258        | 65            | 193           | 317                      |                      | 287        | 395        | 96         |
| 2001                                                                            | 82 480               | 7 077 366 | 1.2            | 253        | 62            | 191           | 326                      |                      | 307        | 406        | 94         |
| 2002                                                                            | 82 903               | 7 100 819 | 1.2            | 302        | 63            | 239           | 274                      |                      | 334        | 374        | 94         |
| 2003                                                                            | 83 383               | 7 138 859 | 1.2            | 287        | 62            | 225           | 290                      |                      | 288        | 420        | 96         |
| 2004                                                                            | 83 893               | 7 159 198 | 1.2            | 275        | 60            | 215           | 305                      |                      | 315        | 420        | 95         |
| 2010                                                                            | 38 037               | 7 331 027 | 0.5            | 251        | 59            | 192           | 151                      |                      | 250        | 367        | 93         |
| 2014                                                                            | 42 963               | 7 474 815 | 0.6            | 248        | 52            | 196           | 173                      |                      | 296        | 392        | 93         |
| 2017                                                                            | 45 189               | 7 504 500 | 0.6            | 227        | 37            | 190           | 199                      |                      | 258        | 439        | 93         |
| 2020                                                                            | 43 353               | 7 486 808 | 0.6            | 264        | 31            | 233           | 164                      |                      | 313        | 367        | 93         |
| Fuente: Catholic-Hierarchy, que a su vez toma los datos del Anuario Pontificio. |                      |           |                |            |               |               |                          |                      |            |            |            |

## Episcopologio
- Joseph Kuo Joshih, C.D.D. † (13 de junio de 1950-4 de diciembre de 1959 renunció[7])
  - Sede vacante (1959-1966)[8]
- Stanislaus Lokuang † (15 de febrero de 1966-5 de agosto de 1978 renunció)
- Matthew Kia Yen-wen † (15 de noviembre de 1978-11 de febrero de 1989 renunció)
- Joseph Ti-kang (11 de febrero de 1989 por sucesión-24 de enero de 2004 retirado)
- Joseph Cheng Tsai-fa (24 de enero de 2004-9 de noviembre de 2007 retirado)
- John Hung Shan-chuan, S.V.D. (9 de noviembre de 2007-23 de mayo de 2020 retirado)
- Thomas An-Zu Chung, desde el 23 de mayo de 2020